# (75223) Wupatki
(75223) Wupatki est un astéroïde de la ceinture principale.

## Description
(75223) Wupatki est un astéroïde de la ceinture principale. Il fut découvert le 28 novembre 1999 à l'Observatoire Kleť par Miloš Tichý et Jana Tichá. Il présente une orbite caractérisée par un demi-grand axe de 2,39 UA, une excentricité de 0,20 et une inclinaison de 3,2° par rapport à l'écliptique.

## Compléments